# Миколаївка-Тернівська
Микола́ївка-Терні́вська — село в Україні, у Ворожбянській міській громаді Сумського району Сумської області. Населення становить 96 осіб. Колишній орган місцевого самоврядування — Сергіївська сільська рада.

## Географія
Село Миколаївка-Тернівська розташоване на відстані 1,5 км від лівого берега річки Локня. На відстані 1 км розташовані села Гезівка та Бошівка.

## Населення

### Мова
Розподіл населення за рідною мовою за даними перепису 2001 року:
| Мова       | Кількість | Відсоток |
| ---------- | --------- | -------- |
| українська | 94        | 97.92%   |
| російська  | 1         | 1.04%    |
| білоруська | 1         | 1.04%    |
| Усього     | 96        | 100%     |

## Історія
За даними на 1864 рік у власницькому селі Миколаївка (Йовівка, Євівка) Лебединського повіту Харківської губернії, мешкало 348 осіб (160 чоловічої статі та 188 — жіночої), налічувалось 28 дворових господарств.
Станом на 1914 рік село відносилось до Ганнівської волості, кількість мешканців зросла до 1028 осіб.
Село постраждало внаслідок геноциду українського народу, проведеного урядом СССР 1923–1933 та 1946–1947 роках.[джерело?]
- 12 червня 2020 року, відповідно до розпорядження Кабінету Міністрів України № 723-р «Про визначення адміністративних центрів та затвердження територій територіальних громад Сумської області», село увійшло до складу Ворожбянської міської громади[4].
- 19 липня 2020 року, в результаті адміністративно-територіальної реформи та ліквідації Білопільського району, село увійшло до складу новоутвореного Сумського району[5].

## Економіка
- Молочно-товарна ферма.